# Lady 다이아몬드
〈Lady 다이아몬드〉(Lady ダイヤモンド Lady 다이야몬도[*])는 Sexy Zone의 2번째 싱글이다.

## 개요
전작 〈Sexy Zone〉으로부터 약 5개월 만의 싱글이다.
초회 한정반A, B와 통상반의 3형태로 발매. 통상반에는 초회 프레스 사양이 존재한다.
표제곡 〈Lady 다이아몬드〉는 《리얼 스코프 Z》의 테마 송, 커플링곡 〈용기 100%〉, 〈바람을 가르고〉는 각각 《닌타마 란타로》의 오프닝 테마, 엔딩 테마, 〈High!! High!! People〉은 멤버 마리우스 요가 출연하는 드라마 《어린이 경찰》의 주제가로, 수록곡 다 타이업이 붙어 있다.

## 수록곡

### 초회 한정반
1. Lady ダイヤモンド / Lady 다이아몬드 [4:51]
작사: 마츠이 고로 / 작곡: 마카이노 코지 / 편곡: 후나야마 모토키
  - 후지 TV 계열 《리얼 스코프 Z》 테마 송
2. 風をきって / 바람을 가르고 [4:30]
작사: 마츠이 고로 / 작곡: 마카이노 코지 / 편곡: CHOKKAKU
  - NHK 교육 텔레비전 애니메이션 《닌타마 란타로》 엔딩 테마
3. High!! High!! People [4:24]
작사: 사쿠다 마사야 / 작곡: Takuya Harada / 편곡: 스즈키Daichi히데유키
  - MBS·TBS 계열 드라마 《어린이 경찰》 주제가

DVD
초회 한정반 A
〈Lady ダイヤモンド〉 Music Clip
초회 한정반 B
〈Lady ダイヤモンド〉 Making

### 통상반
1. Lady ダイヤモンド / Lady 다이아몬드
2. 風をきって / 바람을 가르고
3. High!! High!! People
4. 勇気100% / 용기 100% [3:54]
작사: 마츠이 고로 / 작곡·편곡: 마카이노 코지
  - NHK 교육 텔레비전 애니메이션 《닌타마 란타로》 오프닝 테마
5. Lady ダイヤモンド-Inst.-
6. 風をきって-Inst.-
7. High!! High!! People -Inst.-
8. 勇気100% -Inst.-

특전(초회 프레스 사양만)
- 〈닌타마 란타로〉 스티커
- 오리지널 트레이닝 카드 (솔로 숏 5종 중 1종 봉입)